# Meltwater Champions Chess Tour Finals 2021
Champions Chess Tour Finals 2021 là giải đấu cuối cùng và là giải Chung kết của tour giải cờ nhanh trị giá hơn 1,6 triệu đô la Meltwater Champions Chess Tour 2021. Tổng số tiền thưởng của giải đấu là 300.000$.

## Thể thức
Meltwater Champions Chess Tour Finals 2021 chơi theo thể thức cờ nhanh, mỗi ván đấu có 15 phút + 10 giây tich lũy. Giải đấu gồm 10 kì thủ, thi đấu vòng tròn trong 9 vòng. Mỗi trận đấu có 4 ván cờ nhanh, ai được 2½ điểm trở lên trước được tính là thắng, nếu tỉ số là 2-2 thì sẽ bắt đầu loạt tie-break với 2 ván cờ chớp 5 phút + 3 giây tích lũy để phân định thắng thua. Nếu sau 2 ván 5+3 mà vẫn hòa thì sẽ có 1 ván Armageddon: Trắng có 5 phút, Đen có 4 phút nhưng nếu trận hòa thì Đen thắng. Người thắng trong 4 ván cờ nhanh được 3 điểm, thắng trong loạt tie-break được 2 điểm, thua trong loạt tie-break được 1 điểm và thua trong 4 ván cờ nhanh không được điểm. Kì thủ có tổng số điểm cao nhất sẽ vô địch Tour Finals.

## Lịch thi đấu
| Vòng        | Thời gian                     |
| ----------- | ----------------------------- |
| Cả giải đấu | 25 tháng 9 - 4 tháng 10, 2021 |
| Vòng 1      | 25 tháng 9, 2021              |
| Vòng 2      | 26 tháng 9, 2021              |
| Vòng 3      | 27 tháng 9, 2021              |
| Vòng 4      | 28 tháng 9, 2021              |
| Vòng 5      | 29 tháng 9, 2021              |
| Vòng 6      | 1 tháng 10, 2021              |
| Vòng 7      | 2 tháng 10, 2021              |
| Vòng 8      | 3 tháng 10, 2021              |
| Vòng 9      | 4 tháng 10, 2021              |

## Giải đấu
Teimour Radjabov, Anish Giri and Magnus Carlsen vào Tour Finals với việc vô địch 1 giải Chính, trong khi Wesley So, Levon Aronian, Hikaru Nakamura và Vladislav Artemiev có suất nhờ trong top 8. Maxime Vachier-Lagrave thay thế Ian Nepomniachtchi, với Shakhriyar Mamedyarov và Jan-Krzysztof Duda có 2 suất đặc cách. Tất cả các kì thủ, ngoại trừ Duda, bắt đầu giải với số điểm cộng dựa vào bảng xếp hạng tổng thể của Tour.
Carlsen vô địch sớm hai vòng với 28½ điểm sau vòng 7, bỏ xa So thứ nhì tại thời điểm đó 7 điểm. Chung cuộc Radjabov về thứ nhì với điểm thực tế tại giải cao nhất, Aronian hạng ba.
Ký hiệu
      3 điểm
      2 điểm
      1 điểm
      0 điểm
|    | Kỳ thủ                 | ELO  | 01 | 02 | 03 | 04 | 05 | 06 | 07 | 08 | 09 | 10 | Điểm | Điểm cộng | Điểm tổng |
| -- | ---------------------- | ---- | -- | -- | -- | -- | -- | -- | -- | -- | -- | -- | ---- | --------- | --------- |
| 1  | Magnus Carlsen         | 2842 | -  | 1  | 1  | 2½ | 2½ | 1  | 3½ | 3½ | 2½ | 4  | 15   | 16½       | 31½       |
| 2  | Teimour Radjabov       | 2747 | 3  | -  | 2½ | 3  | 2½ | 2½ | 2½ | 2½ | 2½ | 2½ | 21   | 6         | 27        |
| 3  | Levon Aronian          | 2761 | 3  | 1½ | -  | 2½ | 1  | 2½ | 3  | 3  | 1½ | 2½ | 16   | 8         | 24        |
| 4  | Wesley So              | 2766 | ½  | 1  | ½  | -  | 2  | 2½ | 3½ | ½  | 3½ | 3  | 11   | 12½       | 23½       |
| 5  | Hikaru Nakamura        | 2836 | ½  | 3½ | 3  | 4  | -  | 3½ | 2½ | 4  | 3  | 4  | 17   | 4         | 21        |
| 6  | Vladislav Artemiev     | 2755 | 3  | 3½ | 1½ | 1½ | 2½ | -  | 2½ | 3½ | 1½ | 2½ | 14   | 3½        | 17½       |
| 7  | Anish Giri             | 2712 | 2½ | 3½ | 1  | 2½ | 3½ | 1½ | -  | 2½ | 1½ | ½  | 9    | 5½        | 14½       |
| 8  | Maxime Vachier-Lagrave | 2773 | 2½ | ½  | 4  | 2½ | 3  | 2½ | 1½ | -  | 2½ | 1½ | 11   | 2½        | 13½       |
| 9  | Jan-Krzysztof Duda     | 2801 | ½  | 1½ | 2½ | 2½ | 1  | 2½ | 2½ | ½  | -  | 3½ | 12   | 0         | 12        |
| 10 | Shakhriyar Mamedyarov  | 2727 | 3  | 1½ | ½  | 1  | 3  | 1½ | 2½ | 2½ | 2½ | -  | 9    | ½         | 9½        |